# Ero s onoga svijeta
Ero s onoga svijeta (letteralmente Ero dell'altro mondo, solitamente tradotto in Ero il Buffone) è un'opera comica in tre atti di Jakov Gotovac, con libretto di Milan Begović basato su un racconto popolare. La genesi dell'opera avvenne nel Vrlička Česma, a Vrlika, città natale di Milan Begović.
Secondo il musicologo croato Josip Andreis, Ero s onoga svijeta è "non solo l'opera comica croata di maggior successo al giorno d'oggi, ma anche l'unica ad aver fatto un'apparizione nei teatri esteri".

## Personaggi dell'opera
- Marko, ricco paesano, basso
- Doma, la sua seconda moglie,  mezzosoprano
- Đula (Djula), la figlia di Marko nata dal suo primo matrimonio, soprano
- Mića (Ero), un giovane del villaggio vicino, tenore
- Sima, mugnaio, baritono
- Ragazzo pastore, soprano bambino
- Un giovane, tenore
- ragazze (6 assoli), donne (8 assoli), uomini, pastori, commercianti di frutta (4 assoli), mercanti (4 assoli), bambini e altri abitanti del villaggio.

L'opera prende luogo in una piccola città, situata nella pianura ai piedi del monte Dinara in Erzegovina, agli inizi di autunno.

## Orchestra
- 3 Flauti (III muta in Piccolo), 2 Oboi, Corno Inglese, 3 Clarinetti, 2 Fagotti (II muta in Contrafagotto)
- 4 Corni in F, 3 Trombe in C, 3 Tromboni, Tuba
- Timpani, Percussioni, Arpa, Pianino
- I Violini, II Violini, Viole, Violoncelli, Contrabassi
- Sul palco: Organo

## Storia
La composizione dell'opera cominciò il 10 ottobre 1932 e proseguì in tre fasi, per poi essere completata l'8 maggio 1935. Il suo debutto assoluto avvenne il 2 novembre 1935 al Teatro nazionale croato di Zagabria, e da allora sarebbe entrata nella storia della letteratura musicale sud-slava come l'opera con il maggior numero di esecuzioni.
Al debutto fu Gotovac stesso a dirigere l'esecuzione, il quale in seguito ebbe la sensazione che l'opera fosse stata ben accolta dal pubblico. Nel quotidiano Novosti, Milan Katić espresse i suoi elogi per la composizione, e Stražičić ne condivise l'opinione nel Belgrade Pravda . Grazie ad uno studio recente, una spesso citata opinione sprezzante ("E, ancora una volta, un compositore croato ha scritto un'opera invano"), che si presumeva essere stata espressa da Lujo Šafranek-Kavić nella sua recensione pubblicata sul Jutarnji list, un giornale con sede a Zagabria, si è rivelata non essere mai esistita. La suddetta recensione ha giudicato positivamente l'opera, e Šafranek-Kavić acclamò particolarmente l'obiettivo raggiunto da Gotovac, pur avendo dei dubbi sulla qualità del libretto.
Ero il Buffone vide la sua prima esecuzione all'estero nella città di Brno, in Cecoslovacchia, tradotta in lingua ceca nel 1936, e in seguito tornò al Teatro Nazionale (Narodno pozorište) a Belgrado, Jugoslavia il 17 aprile 1937. Solamente il 27 febbraio 1948 si ebbe la sua successiva messa in scena al Teatro Nazionale Serbo (Srpsko narodno pozorište) a Novi Sad, in cui sarà poi eseguita altre cinque volte da quel momento. In totale, Ero il Buffone è stato messo in scena in più di 80 teatri in tutto il mondo, ed è stato tradotto in nove lingue. Tra il 1935 e il 2010, l'opera è stata eseguita 660 volte nel Teatro Nazionale Croato, in Zagabria.

## Sinossi

### Atto I
Nell'aia del ricco paesano Marko, delle giovani donne cantano mentre sono intente a trebbiare il grano. Però Djula, la figlia di Marko, è infelice a causa della morte della madre e del disinteressamento che la matrigna Doma dimostra nei confronti della ragazza. La sua voce sveglia Mića, un ragazzo giovane e sconosciuto a tutti.
Quando le donne ricominciano il loro canto dopo aver consolato Djula, Mića scivola giù da un grande pagliaio sul quale si era riposato indisturbato fino ad allora – come se fosse caduto dal cielo. Le donne, essendo superstiziose, finiscono per credere alle sue parole: "Io sono Ero dall'altro mondo!"
Egli comincia ad inventarsi una storia sulla vita che conduceva lì, riferendo alle presenti dei messaggi mandati dai loro cari defunti. A quel punto entra in scena la matrigna di Djula ed inizia a rimproverare la ragazza per la sua pigrizia. Tuttavia, Mića riesce a rispedirla nella cucina grazie all'inganno, e in seguito, rimasto da solo con Djula, le dice che la madre della ragazza lo aveva scelto per essere suo marito.
Mentre questi ultimi discutono su come convincere Marko a dare il proprio consenso al matrimonio, appare proprio il padre della ragazza, il quale, rifiutandosi di dar rifugio ad una canaglia, scaccia Mića.
Anche Doma ha sentito parlare del giovane proveniente dall'altro mondo e quindi, dopo che Marko si allontana, porge al ragazzo delle domande sul suo marito precedente, Matija. Mića le riferisce di aver udito che Matija fosse arrabbiato con lei per il suo nuovo matrimonio e la sua mancanza di rispetto nei suoi confronti, e aggiunge però che le sue tasche sono vuote. Doma, presa dalla coscienza, offre a Mića una calza piena di monete d'oro da consegnare a Matija. Ero, quindi, se ne va tutto contento ma quando Marko viene a sapere della faccenda, quest'ultimo forma un gruppo di uomini con il compito di catturare il ragazzo.

### Atto II
Nel mulino, il mugnaio Sima macina e canticchia gioiosamente fino a quando le donne gli si affollano attorno: ognuna di loro va di fretta e Sima non sa come accontentarle. Nel momento in cui Doma, accompagnata da Djula, arriva al mulino pretendendo di essere immediatamente servita, scoppia una tremenda lite. Djula cerca di calmare la sua matrigna, la quale, però, le inveisce contro prima di andarsene furiosamente. Djula,  quindi, continua a lamentarsi della sua cattiva sorte; Sima la conforta prima che la ragazza segua le altre donne al di fuori del mulino.
A questo punto ricompare Mića, intento a fuggire da qualcuno. Il giovane si traveste da apprendista e va incontro ai suoi inseguitori con le lacrime agli occhi riferendogli: "sì, ha visto il truffatore correre verso le montagne!". Credendo alle sue parole, essi abbandonano i loro cavalli e continuano l'inseguimento a piedi. Djula ritorna e Mića le assicura di aver preso le monete solo per scherzare, riuscendo anche a convincerla a scappar via con lui. Mentre Marko e i suoi uomini sono intenti a ritornare a casa dopo il fallito inseguimento, un giovane pastore li informa di aver scorto Mića e Djula in groppa ad uno dei cavalli del padre della ragazza.

### Atto III
Al mercato affollato si respira un'atmosfera allegra. Marko e Doma stanno discutendo in quanto lui le nega il denaro per le compere. La donna, adirata, lo lascia da solo. Sima, quindi, si avvicina a Marko, raccontandogli che Djula aveva appena sposato un giovane benestante del villaggio vicino e che la ragazza aveva già cominciato a condurre la sua nuova vita felice assieme al suo sposo.
Lei però vuole che suo padre le conceda il suo permesso per sposarsi, e Mića non ha intenzione di uscire allo scoperto a meno che non sia Marko stesso ad invitarlo. Marko accetta e la folla, al momento dell'arrivo di Mića e Djula, dà un caloroso benvenuto ai due amanti.
La faccenda ora si fa più chiara: seguendo il consiglio della madre, Mića, facendo finta di essere un povero mascalzone, era andato alla ricerca di una ragazza che lo avrebbe amato per quello che è. A questo punto, egli è pronto a restituire le monete e il cavallo che aveva sottratto a Marko e gli chiede solamente la sua benedizione. Marko è felice per i due innamorati e comincia una grande celebrazione, che culmina con una grande danza.

## Famosi pezzi musicali
- Vidjele ste, sidjoh odozgora - Come hai visto, son venuto da lassù (Aria di Mića - Atto I)
- Ja sam ti o Gjurgjevu dne - Fui io, nel giorno di San Giorgio (Duetto di Mića e Djula - Atto I)
- Brblje voda, žrvnji rokću - L'acqua gorgoglia, la macina grugnisce (Arioso di Sima - Atto II)
- Majko, majčice - Madre, o' dolce madre (Aria di Djula - Atto II)
- Žene, đerdan, marame, šudari - Donne, ecco a voi collane, sciarpe e orecchini (Mercanti alla Fiera [coro] - Atto III)
- Oj! Što su mome, Ero, za kradenje - Ehi! Le ragazze non son fatte per rubare (Ingresso di Mića e Djula - Atto III)
- Ti znaš, Mića, kad sam djete bila - Sai, Mića, quando ero una bambina (Aria di Djula - Atto III)
- Mene moja majka svjetovala - Mia madre mi ha consigliato (Arioso di Mica - Atto III)
- Što na nebu sja visoko - Cos'è quella cosa che brilla alta nei cieli (Finale - Danza [coro] - Atto III)